# Meindersveen

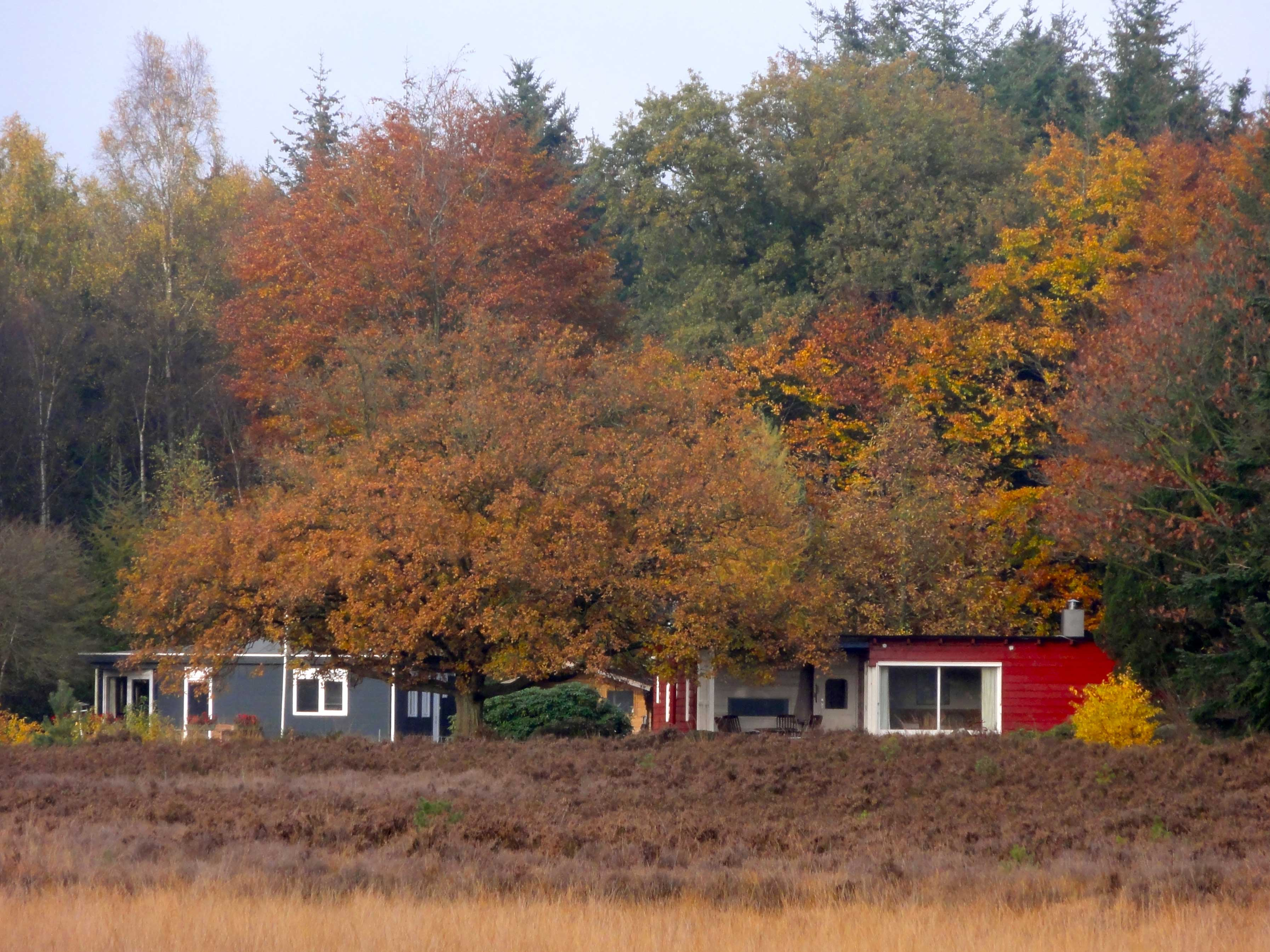
Het Meindersveen met vakantiehuisje

Het Meindersveen is een landgoed gelegen tussen de Drentse plaatsen Rolde en Borger.

Het heeft deze naam vanaf 1970. Daarvoor werd het op kaarten aangeduid als Meindertsveen, Mijndersveen of Zwarte water.

## Geschiedenis

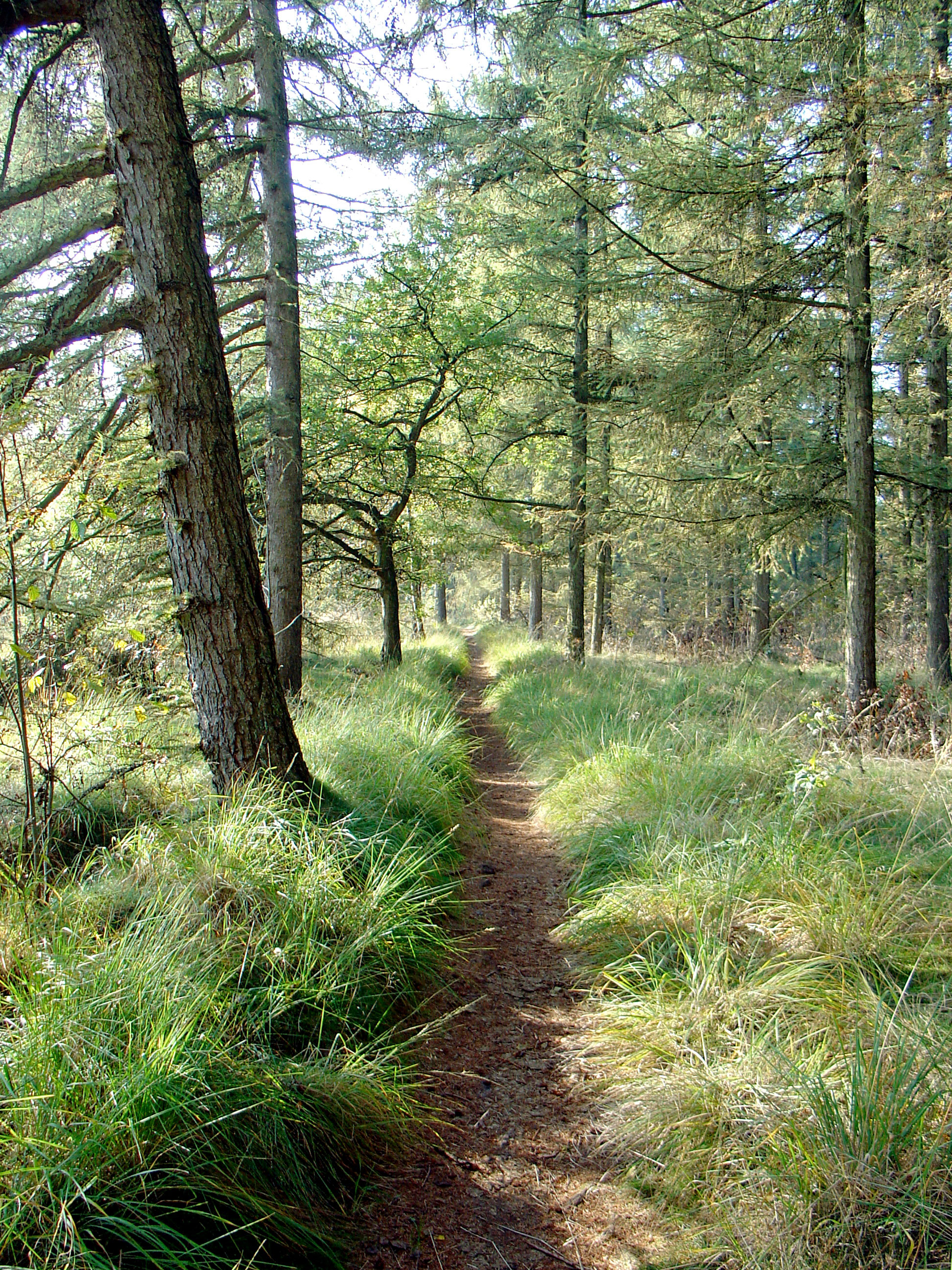
Paadje door het Meindersveen

Het Meindersveen ligt ten zuiden van de weg van Rolde naar Borger even ten zuidoosten van Papenvoort. Het landgoed Meindersveen werd in het begin van de 20e eeuw gekocht door de Veendammer industrieel Engbert Jurjen Duintjer Hzn. Hij verwierf het gebied, waarvan hij de jachtrechten bezat, in fasen. Het landgoed zou tot 2008 in het bezit van de familie Duintjer blijven. Daarna werd het grootste deel verkocht aan staatsbosbeheer. Het landhuis met 5 ha. is nog in het bezit van de kleinkinderen van de stichter van het landgoed. Het terrein met bossen en heideveldjes bevat ook enkele vennen, waaronder de Rondeplas, het Hoefijzer en het Eendenwater.
De architect Marius Duintjer, een achterneef van de stichter van het landgoed, ontwierp zijn eerste bouwwerk voor dit landgoed. Het door hem ontworpen vakantiehuisje wordt van belang geacht omdat het in al zijn eenvoud de "vertrekpunten" toont van zijn latere werk.